# Virgil Akins
Virgil Akins (10 de março de 1928 - 22 de janeiro de 2011) foi um boxeador norte-americano, campeão mundial na categoria Welterweight em 1958.
Virgil Akins, em 1° de abril de 1960 sairia vencedor na luta contra o brasileiro Fernando Barreto, no Ginásio do Ibirapuera, em São Paulo.